# Збірна Макао з футболу
Збірна Макао з футболу (кит. трад.: 澳門足球代表隊; порт. Selecção Macaense de Futebol) — представляє Макао на міжнародних футбольних змаганнях. Контролюється Футбольною федерацією Макао. Вона ніколи не потрапляла на Чемпіонат світу з футболу або Кубок Азії.
Станом на 3 квітня 2025 посідає 193-e місце у рейтингу футбольних збірних світу.

## Чемпіонат світу
- з 1930 по 1978 — не брала участь
- з 1982 по 1986 — не пройшла кваліфікацію
- 1990 — не брала участь
- з 1994 по 2026 — не пройшла кваліфікацію

## Кубок Азії
- з 1956 по 1976 — не брала участь
- 1980 — не пройшла кваліфікацію
- з 1984 по 1988 — не брала участь
- з 1992 по 2004 — не пройшла кваліфікацію
- 2007 — не брала участь
- з 2011 по 2027 — не пройшла кваліфікацію